# Túlélés
A Túlélés (Being Alive) a Született feleségek (Desperate Housewives) című amerikai filmsorozat 113. epizódja. Az Amerikai Egyesült Államokban először az ABC (American Broadcasting Company) adó sugározta 2009. október 4-én.

## Az epizód cselekménye
Julie-ra eszméletlenül találnak rá a házuk kertjében. Persze mindenki nagyon aggódik érte, s a barátok egymást váltják a kórházban. Bree és Karl eközben úgy határoznak, hogy randiznak egymással. Lynette és Susan között pedig súrlódásra ad okot, hogy Julie nem az anyjához fordult a gondjaival, hanem annak barátnőjéhez. Katherine aljas módon megpróbálja visszacsábítani Mike-ot. Gaby ez alatt rájön, hogy az unokahúga, Anna hazudik, hogy Dannynek alibit biztosítson a Julie elleni támadás estéjére.

## Mellékszereplők
- Richard Burgi – Karl Mayer
- Orson Bean – Roy Bender
- Kevin Rahm – Lee McDermott
- Tuc Watkins – Bob Hunter
- Gary Anthony Williams – Reggie
- Carlos LaCamara – Dr. Hill
- Karl Makinen – Gallagher nyomozó
- Daniella Baltodano – Celia Solis
- Jesse D. Goins – A második nyomozó

## Mary Alice epizódzáró monológja
- A narrátor, Mary Alice monológja az epizód végén így hangzik (a magyar változat alapján):

"Rettenetes, szörnyű nap volt és a környékbeliek igyekeztek túl tenni magukat rajta. Egy anya épp arra készült, hogy egy jó hírt osszon meg a családjával, amikor a fia észrevette a villódzó fényt az ablakban.  Egy másik épp szobafogságra ítélte az unokahúgát, amikor meglátta a szembe szomszéd elé begördülő rendőrautót. Egy asszony épp randevút beszélt meg a szeretőjével, amikor megpillantotta, hogy egy fiatalembert kivezetnek az otthonából. Perceken belül az egész utca hallotta a hírt miszerint ez egyik feleség fiát gyanúsítják azzal, hogy meg akarta fojtani egy másik feleség lányát. Igen rettenetes, szörnyű nap volt és egy idős nőben felmerült a gondolat, hogy az elkövetkező napok még szörnyűbbek lehetnek."

## Epizódcímek más nyelveken
- Angol: Being Alive (Élni)
- Olasz: Misteri e bugie (Rejtélyek és hazugságok)
- Német: Ein schrecklicher Tag (Egy rémes nap)